# Zapalenie plazmakomórkowe żołędzi Zoona
Zapalenie plazmakomórkowe żołędzi Zoon (łac. balanitis plasmacellularis Zoon, ang. plasma cell balanitis, PCB) – rzadka, przewlekła choroba zapalna prącia o nieznanej etiologii. 

## Epidemiologia
Chorują mężczyźni w średnim lub starszym wieku.

## Obraz histologiczny
W obrazie histopatologicznym przeważają komórki plazmatyczne (ponad 50%). Keratynocyty warstwy podstawnej mają charakterystyczny kształt diamentu (ang. lozenge keratinocytes). 

## Objawy i przebieg
Objawia się lśniącą, gładką, czerwonobrunatnego koloru zmianą na żołędzi prącia. Powierzchnia zmiany porównywana jest do nie całkiem wyschniętej politury. W obrębie zmiany mogą pojawić się małe czerwone plamki lub nadżerki. 

## Różnicowanie
- Erytroplazja Queyrata.

## Leczenie
Możliwe jest usuwanie zmian laserem ablacyjnym erbowo-YAGowym lub laserem CO2. Korzystne długotrwałe wyniki przy jednoczesnych małych działaniach ubocznych przynosi stosowanie fotochemioterapii.

## Historia
Jednostkę chorobową opisał holenderski dermatolog J. J. Zoon w 1952 roku.